# Pellidiscus
Pellidiscus Donk – rodzaj grzybów należący do rodziny ciżmówkowatych (Crepidotaceae).

## Systematyka i nazewnictwo
Pozycja w klasyfikacji: Crepidotaceae, Agaricales, Agaricomycetidae, Agaricomycetes, Agaricomycotina, Basidiomycota, Fungi (według Index Fungorum).
Takson ten utworzył Marinus Anton Donk w 1959 r.
Gatunki:
- Pellidiscus pallidus (Berk. & Broome) Donk 1959
- Pellidiscus pezizoideus (Ellis & Everh.) Ginns & M.N.L. Lefebvre 1993
- Pellidiscus subiculosus W.B. Cooke 1961

Wykaz gatunków i nazwy naukowe według Index Fungorum. W Polsce występuje Pellidiscus pallidus.